# Йоганн Шаланда
Йоганн «Ганс» Шаланда (нім. Johann "Hans" Schalanda; 7 лютого 1921, Відень — 26 березня 1945, Кюстрін) — німецький льотчик-ас штурмової авіації австрійського походження, гауптман люфтваффе (24 жовтня 1944). Кавалер Лицарського хреста Залізного хреста з дубовим листям.

## Біографія
Вступив добровольцем в люфтваффе. Після закінчення авіаційного училища був зарахований у 8-у ескадрилью 1-ї штурмової ескадри. Перший бойовий виліт здійснив у березні 1941 року в районі Мальти, потім брав участь у боях у Північній Африці. Учасник Німецько-радянської війни. Воював в районі Бобруйська, Ковеля, Києва, Смоленська, а також на Кавказі. З липня 1943 року — командир 3-ї ескадрильї своєї ескадри. В серпні 1943 року здійснив свій 700-й, а 15 травня 1944 року — 800-й бойовий виліт. В середині 1944 року воював в районі Риги та Мітави, а потім — у Польщі та Східній Пруссії. Відзначився у боях на Одері. Загинув у бою.
Всього за час бойових дій здійснив 933 бойові вильоти, потопив допоміжний корабель водотоннажністю 4000 тонн в гавані Тобрука, а також пошкодив або потопив монітор (7000 тонн) і допоміжний корабель (10000 тонн).

## Нагороди
- Нагрудний знак пілота
- Залізний хрест 2-го і 1-го класу
- Почесний Кубок Люфтваффе (2 квітня 1942)
- Німецький хрест в золоті (5 червня 1942)
- Авіаційна планка бомбардувальника в золоті з підвіскою «900»
- Лицарський хрест Залізного хреста з дубовим листям
  - лицарський хрест (3 квітня 1943) — за 581 бойовий виліт, потоплення допоміжного судна водотоннажністю 4000 тонн в гавані Тобрука, знищення 23 танків, 26 артилерійських та зенітних гармат і 2 бронепоїздів, а також численні успішні атаки на ворожі війська та об'єкти.
  - дубове листя (№ 630; 24 жовтня 1944) — за 892 бойові вильоти.